# Rumphella
Rumphella is een geslacht van neteldieren uit de klasse van de Anthozoa (bloemdieren).

## Soorten
- Rumphella aggregata (Nutting, 1910)
- Rumphella antipathes (Linnaeus, 1758)
- Rumphella suffruticosa (Dana, 1846)
- Rumphella torta (Klunzinger, 1877)